# Осадчук Андрій Петрович
Андрій Петрович Осадчук (нар. 20 листопада 1971, м. Київ, Україна) — український політик, юрист і громадський діяч. Народний депутат України IX скликання.

## Життєпис
Народився 20 листопада 1971 року в Києві. Батько — Петро Осадчук, український поет і громадський діяч, мати — радіоінженер, брат — Роман Осадчук, український перекладач, літературознавець.

## Освіта
У 1988—1993 роках навчався в Інституті міжнародних відносин Київського національного університету імені Тараса Шевченка, спеціальність «міжнародне право».
У 1993 році пройшов курс післядипломної освіти в Коледжі Королеви Марії та Вестфілда (Queen Mary & Westfield College).
Протягом 2000-х років проходив численні навчальні програми з менеджменту організацій та регулювання ринку телекомунікацій в Осло, Римі та Амстердамі.
У 2018 році навчався в Академії лідерства для розвитку, співорганізаторами якої стали Центр демократії, розвитку та верховенства права Стенфордського університету, Центр міжнародного приватного підприємництва (CIPE) і Школа управління Українського католицького університету. 

### Професійна діяльність
З 1994 по 1995 рік працював радником з юридичних питань та проєктним менеджером у Всеукраїнському благодійному фонді «Українська правнича фундація». У цей же період працював помічником Міністра юстиції України Сергія Головатого.
У 1995—1997 роках обіймав посаду радника з юридичних питань компанії «Р. Дж. Рейнолдс Тобакко Україна».
У 1997—2001 роках був асоційованим партнером юридичної компанії «Василь Кісіль і партнери».
У 2003—2005 роках обіймав посаду директора з міжнародного та корпоративного права агрохолдингу «Кернел Групп».
У 2005—2015 роках обіймав посаду директора з регуляторного і правового забезпечення ПрАТ «Київстар», був членом правління компанії. Залишив посаду після того, як був обраний депутатом Київської міської ради на чергових місцевих виборах у жовтні 2015 року.
Впродовж кар'єри декілька разів визнавався українськими бізнес медіа одним із кращих топ-менеджерів країни в галузі управління.

### Політична діяльність
У 2016—2019 роках був радником голови Національної комісії, що здійснює державне регулювання у сфері зв'язку та інформатизації.
У 2015—2019 роках — депутат Київської міської ради VIII скликання, секретар постійної комісії Київської міської ради з питань дотримання законності, правопорядку та запобігання корупції. З 2018 року і до припинення повноважень депутата Київради був членом комісії з проведення оцінки корупційних ризиків у діяльності Київської міської ради.
На позачергових парламентських виборах 2019 року був обраний народним депутатом України по загальнодержавному виборчому округу від партії «Голос», № 13 у списку. Безпартійний.
31 серпня 2020 року внесений до санкційного списку Російською Федерацією.

## Приватна колекція
З середини 2000-х років, почав збирати колекцію стародавніх географічних карт. Метою та ідеєю дослідження було відстежити розвиток назви «Україна» на політичних картах Європи з часу запровадження масового книгодрукарства. Наразі зібрана одна з найбільш повних колекцій оригінальних карт українських земель виданих у XV—XVIII століттях видрукованих європейськими майстрами. Основна частина колекції була оцифрована і зараз доступна для загального ознайомлення в мережі інтернет. Цифровий проєкт Vkraina залишається найбільш повною і найбільш якісно оцифрованою збіркою стародавніх карт земель України у світі[джерело?].